# Alexander Kopacz
Alexander Kopacz est un bobeur canadien, né le 26 janvier 1990 à London (Ontario).

## Biographie
Aux Jeux olympiques d'hiver de 2018, il est sacré champion olympique du bob à deux avec Justin Kripps.

## Palmarès

### Jeux Olympiques
- : médaillé d'or en bob à 2 aux JO 2018.

### Championnats monde
- : médaillé de bronze en équipe mixte aux championnats monde de 2015.

### Coupe du monde
- 7 podiums  : 
  - en bob à 2 : 1 victoire, 2 deuxièmes places et 1 troisième place.
  - en bob à 4 : 1 deuxième place et 2 troisièmes places.

#### Détails des victoires en Coupe du monde
| Édition   | Bob à 2   | Bob à 4 |
| 2017-2018 | Altenberg |         |